# Nezumia infranudis
Nezumia infranudis es una especie de pez de la familia Macrouridae en el orden de los Gadiformes.

## Hábitat
Es un pez  de aguas  tropicales que vive hasta 635 m de profundidad.

## Distribución geográfica
Se encuentra en Borneo.